# 212
| [ Edytuj tabelę ] |                                    |
| Cesarz Chin       | - 189 Han Xiandi 220               |
| Władca Korei      | - 197 Sansang 227                  |
| Papież            | - 199 Zefiryn 217                  |
| Król Partów       | - 208 Wologazes VI 228             |
| Cesarz Rzymu      | - 211 Geta 212 - 211 Karakalla 217 |

Rok 212 / CCXII
stulecia: II wiek ~
III wiek ~
IV wiek

lata: 202 «
207 «
208 «
209 «
210 «
211 «
212
» 213
» 214
» 215
» 216
» 217
» 222

## Wydarzenia
- Europa
  - Karakalla rozkazał zamordować swojego brata Getę i objął rządy jako jedyny cesarz
  - cesarz Karakalla skazał na śmierć Papiniana, prawnika, który nie zgodził się usprawiedliwić go przed senatem z dokonanego bratobójstwa
  - cesarz Karakalla wydał edykt (Constitutio Antoniniana) przyznający prawa obywatelskie Rzymu wszystkim wolnym obywatelom imperium z wyjątkiem Peregrini Dediticii.
  - ruszyła budowa term Karakalli w Rzymie

## Zmarli
- 26 lutego - cesarz Geta, zamordowany przez swego brata Karakallę, (ur. 189)